# Ina Liljeqvistová
Regina (Ina) Maria Liljeqvistová (nepřechýleně Ina Liljeqvist; 7. září 1849, Oulu – 6. února 1950, tamtéž) byla finská fotografka působící v Oulu..

## Životopis
Ina Liljeqvistová se narodila v Oulu do rodiny sedláře Mikala Willgrena, jako jediná dívka z osmi dětí. Ve svém rodném městě navštěvovala obecnou školu, pak studovala šití a jazyky v Petrohradě. Po návratu do Oulu absolvovala fotografické vzdělání. Možná ji ovlivnilo její rodiště, kde švédský cestující fotograf Carl Petter Mazer fotografoval zákazníky v létě 1865 a Lars Peldan v roce 1866. Poté, co se v roce 1884 provdala za telegrafistu Fredrika Liljeqvista, založila fotografické studio Ina Liljeqvist & Co.
Studio se stalo největším a nejmodernějším v oboru v Oulu. Nejprve fungovala na rohu Kajaaninkatu a Mäkelininkatu, ale v roce 1909, po smrti svého manžela, Liljeqvistová postavila nový dům na rohu Kajaaninkatu a Uudenkatu. V 90. letech 19. století a na počátku 21. století byla Liljeqvistová nejvýznamnější fotografkou Oulu.
Během své kariéry pořídila kromě osobních fotografií i mnoho fotografií města, nejstarší z října 1886 na zasvěcení nádraží v Oulu. Koncem 10. let však její činnost fotografa utichala až postupně ustala úplně. Liljeqvistová žila ve svém domě až do roku 1944, kdy byl zničen při bombardování spolu s cennými negativy fotografií pořízených v průběhu desetiletí. Ina Liljeqist zemřela v Oulu ve věku sta let v únoru 1950.

## Galerie

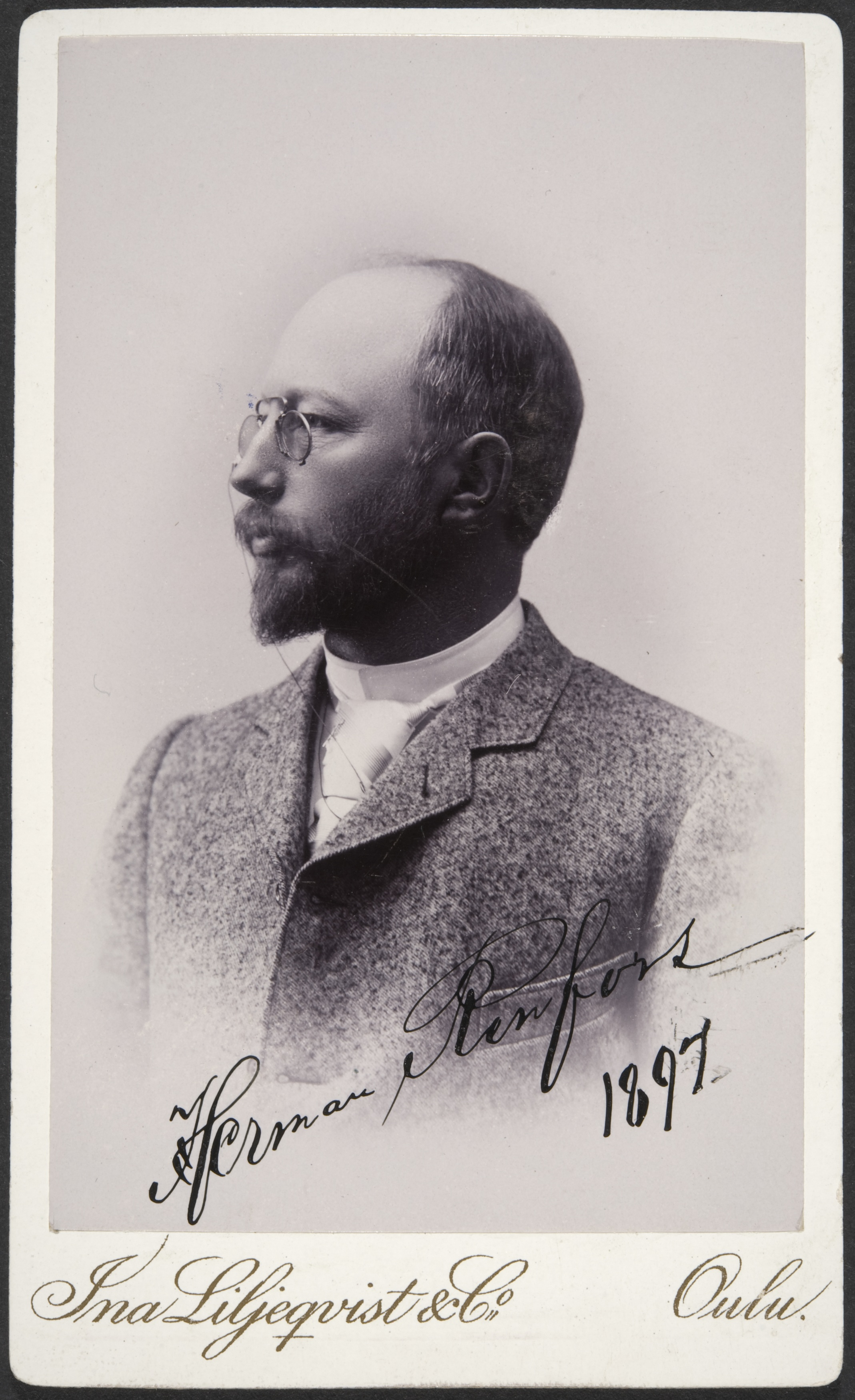
Herman Renfors, 1897
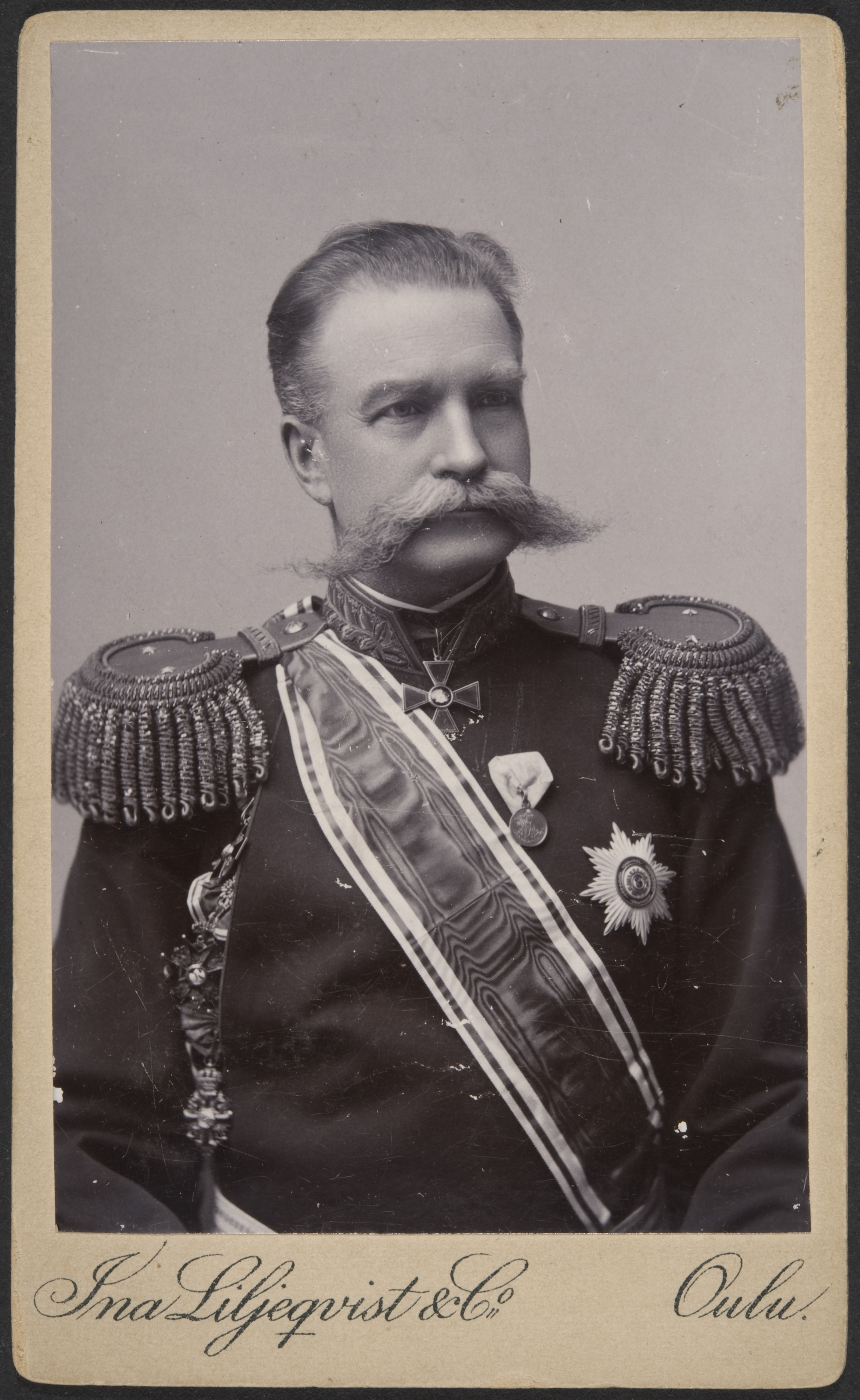
Johan Axel Gripenberg, 1880-1890
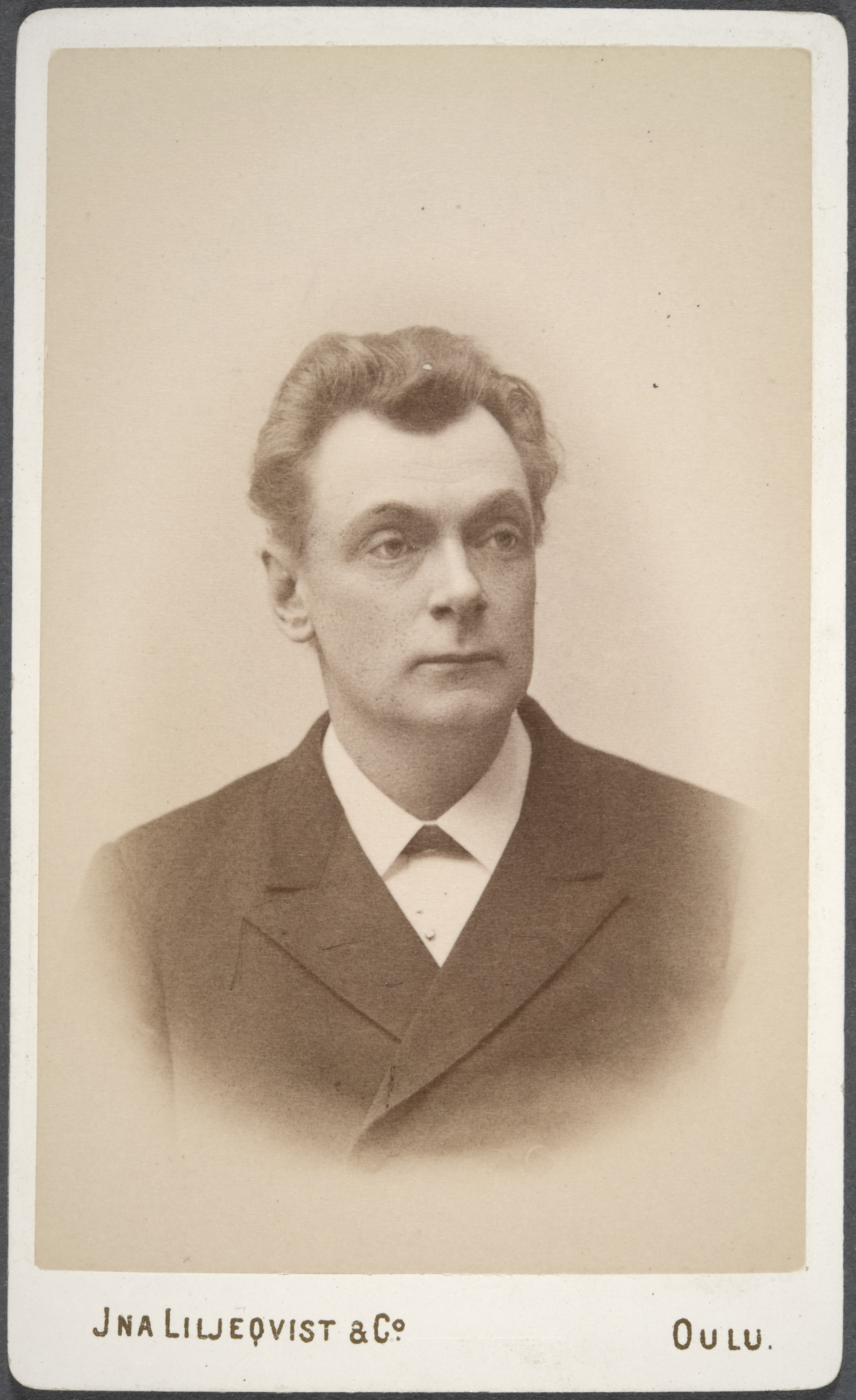
Mauno Rosendal
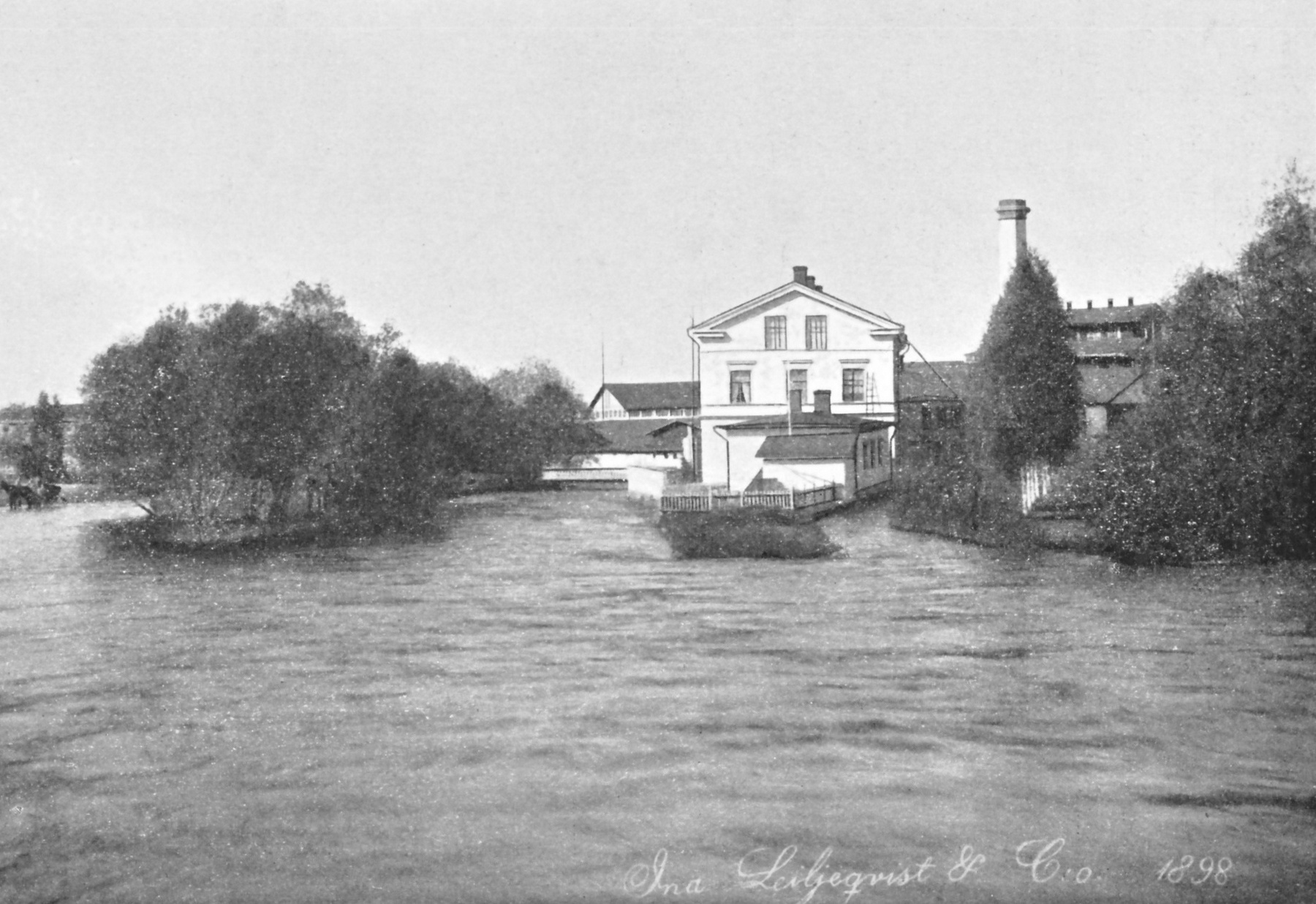
Lasaretinväylä Oulu, 1898
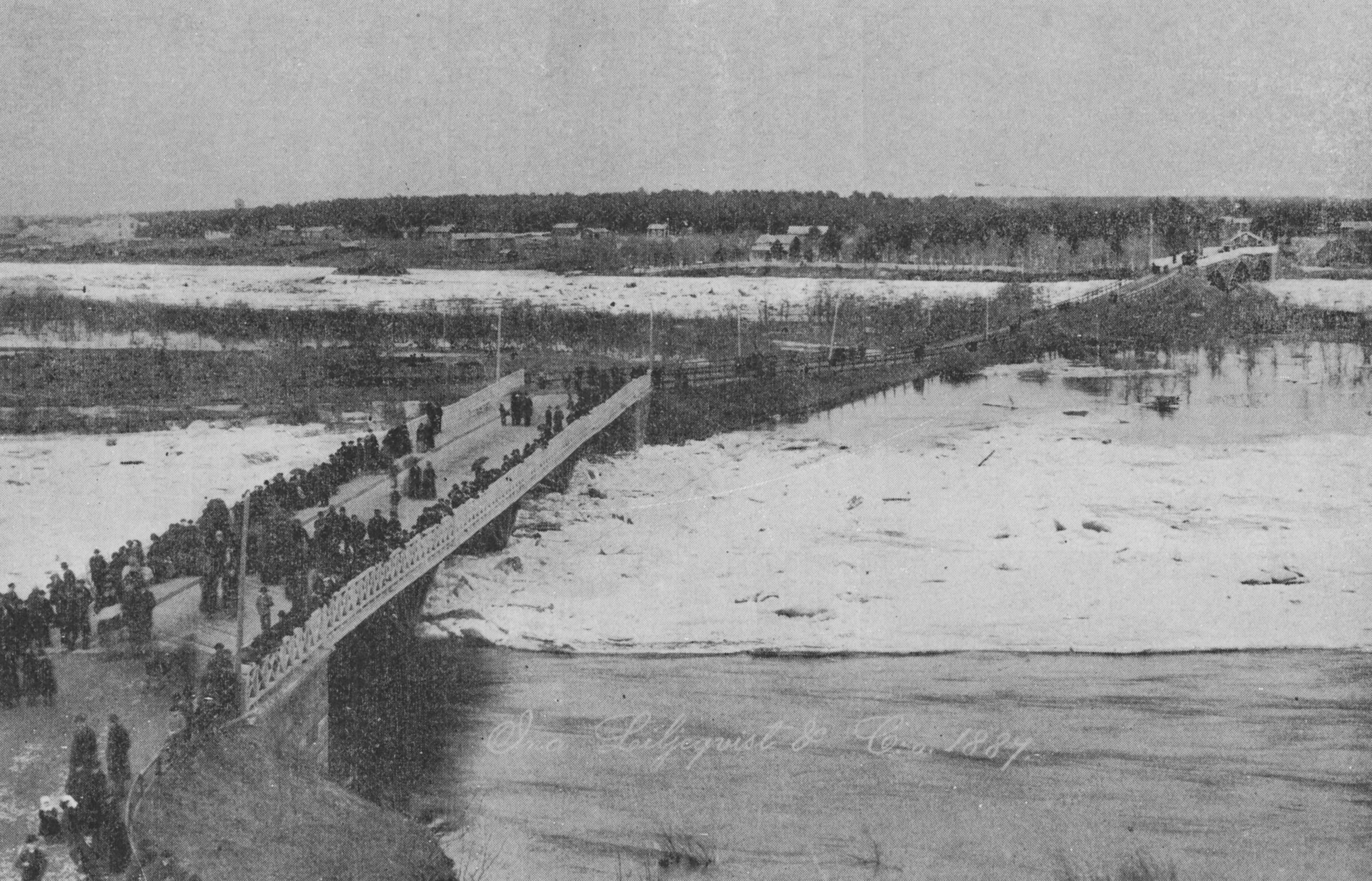
Oulu, 1887